# Elke Steinhöfel
Elke Steinhöfel ist eine deutsche Juristin und Politikerin (SPD) in Bremen. Sie war von 1987 bis 1999 Mitglied der Bremischen Bürgerschaft sowie von 1999 bis 2005 Regierungsdirektorin der Sozialverwaltung in Bremen.

## Biografie

### Familie, Ausbildung und Beruf
Steinhöfel ist einzige Tochter eines Hamburger Hafenarbeiters und einer Hamburger Hausfrau. Sie besuchte die Volksschule, die Technische Oberschule in Hamburg und absolvierte eine kaufmännische Lehre als Im- und Exportkauffrau. Danach war sie zwei Jahre als Kauffrau tätig.
1970 zog sie nach Bremen, besuchte dort das Abendgymnasium und erwarb 1973 die allgemeine Hochschulreife. Im Anschluss studierte sie von 1973 bis 1980 Rechtswissenschaften an der Universität Bremen. Ihr Studium schloss sie mit dem Assessor-Examen ab.
Nach ihrem Studium arbeitete sie als Oberregierungsrätin in der Funktion der Stellvertretenden Amtsleiterin des Sozialamtes Bremen.
Nach ihrer Zeit (1987 bis 1999) als Abgeordnete der Bremischen Bürgerschaft war sie bis 2005 als Regierungsdirektorin Leiterin der Abteilungen Wirtschaftliche Hilfen und Hilfen für Erwachsene im Amt für Sozialdienste in Bremen.
2013 promovierte sie an der Universität Bremen zum Dr. phil. mit der Arbeit: Die Verfolgung sog. Asozialer während der NS-Zeit in Bremen am Beispiel der Wohnungsfürsorgeanstalt Hashude.
Steinhöfel ist Mutter des  Rechtsanwalts Joachim Steinhöfel und der Redakteurin Katharina Steinhöfel.

### Politik
Steinhöfel wurde 1967 in Schleswig-Holstein in Schwarzenbek Mitglied der SPD. Eingetreten ist sie unter dem Einfluss der Politik von  Willy Brandts, seiner neuen Ostpolitik und der Demokratieorientierung. In den 1980er und 1990er Jahren war sie Vorsitzende der Bremer SPD-Ortsvereine Schwachhausen und Oberneuland und nahm verschiedene weitere Funktionen in der Bremer SPD war, so im Unterbezirk und Landesvorstand. Schwerpunkte ihrer Parteiarbeit waren Gleichstellungs-, Sozial- und Kulturpolitik.
Während ihrer Abgeordnetenzeit in der Bremischen Bürgerschaft von 1987 bis 1999 hat Steinhöfel maßgeblich am bremischen Frauengleichstellungsgesetz mitgearbeitet (1991 bis 1995), welches auf Länderebene das erste Gesetz dieser Art war. Darüber hinaus setzte sie sich gegen Einschränkungen am bremischen Behindertengleichstellungsgesetz ein, um eine gleichberechtigte Teilhabe von Menschen mit Behinderungen am gesellschaftlichen Leben aufrechtzuerhalten. Auch engagierte sie sich entschieden für die Ausgabe von Methadon als Heroin-Ersatzstoff für Drogenabhängige im Gesundheitsbereich ein.
Steinhöfel war Mitglied in verschiedenen Deputationen und Gremien sowie im Fraktionsvorstand der SPD. Sie war Sprecherin der Sozialdeputation, Mitglied der Finanzdeputation, des Haushaltsausschusses, des Verfassungsausschusses und der Kulturdeputation.
Danach engagierte sie sich im Beirat Oberneuland schwerpunktmäßig für den Ausbau von Kindergartenplätzen sowie Plätze für Unterdreijährige und war Mitglied im Ausschuss Bildung, Soziales und Kultur des Beirates.

### Weitere Mitgliedschaften
Steinhöfel war und ist Mitglied in diversen Fördervereinen. Dazu gehörte der Förderverein Bremer Frauenhäuser, der Verein zur medizinischen Versorgung obdachloser Menschen in Bremen und der Frauengesundheitstreff Tenever, dessen Vorstandsmitglied sie war.
Sie ist Mitglied im Kunstverein in Bremen, dem Träger der Bremer Kunsthalle.

## Schriften
- Elke Steinhöfel: Die Wohnungsfürsorgeanstalt Hashude. Die NS-„Asozialenpolitik“ und die Bremer Wohlfahrtspflege (= Veröffentlichungen aus dem Staatsarchiv der Freien Hansestadt Bremen. Bd. 71). Staatsarchiv Bremen, Bremen 2014, ISBN 978-3-925729-71-3 (zugleich Dissertation, Universität Bremen, 2013).[1]
- Elke Steinhöfel: Heinrich Böhmcker: Vom SA-Mann der ersten Stunde zum NS-Bürgermeister von Bremen, Edition Falkenberg, Bremen 2021, ISBN 978-3-95494-248-0
- Elke Steinhöfel: Ilse Heß, Ehefrau von Rudolf Heß, und Bremen in: Bremisches Jahrbuch 2023, ISBN 978-3-925729-94-2
- Elke Steinhöfel: Dagobert Biermann: In Bremen inhaftiert, in Auschwitz ermordet WK Geschichte 21./22. Sept. 2024,